# Гайленд (Індіана)
Гайленд (англ. Highland) — переписна місцевість (CDP) в США, в окрузі Вандерберг штату Індіана. Населення — 4435 осіб (2020).

## Географія
Гайленд розташований за координатами 38°2′48″ пн. ш. 87°33′35″ зх. д. / 38.04667° пн. ш. 87.55972° зх. д. (38.046652, -87.559826).  За даними Бюро перепису населення США в 2010 році переписна місцевість мала площу 5,90 км², з яких 5,87 км² — суходіл та 0,03 км² — водойми.

## Демографія
Згідно з переписом 2010 року, у переписній місцевості мешкало 4489 осіб у 1748 домогосподарствах у складі 1348 родин. Густота населення становила 760 осіб/км².  Було 1795 помешкань (304/км²).
Расовий склад населення:
| - 96,1 % — білих - 1,3 % — чорних або афроамериканців - 1,2 % — азіатів |

До двох чи більше рас належало 1,1 %. Частка іспаномовних становила 0,8 % від усіх жителів.
За віковим діапазоном населення розподілялося таким чином: 23,8 % — особи молодші 18 років, 60,6 % — особи у віці 18—64 років, 15,6 % — особи у віці 65 років та старші. Медіана віку мешканця становила 43,5 року. На 100 осіб жіночої статі у переписній місцевості припадало 95,9 чоловіків;  на 100 жінок у віці від 18 років та старших — 90,1 чоловіків також старших 18 років.
Середній дохід на одне домашнє господарство  становив 77 932 долари США (медіана — 66 188), а середній дохід на одну сім'ю — 85 773 долари (медіана — 75 221). Медіана доходів становила 48 789 доларів для чоловіків та 36 572 долари для жінок. За межею бідності перебувало 2,2 % осіб, у тому числі 0,0 % дітей у віці до 18 років та 0,0 % осіб у віці 65 років та старших.
Цивільне працевлаштоване населення становило 2205 осіб. Основні галузі зайнятості: освіта, охорона здоров'я та соціальна допомога — 26,6 %, виробництво — 17,8 %, роздрібна торгівля — 12,1 %, фінанси, страхування та нерухомість — 11,0 %.